# JCDL
JCDL（英語: Joint Conference on Digital Libraries）とは電子図書館や関連する技術的、実務的、社会的な問題を扱う年一回開催の国際会議である。Association for Computing MachineryとIEEE Computer Societyが共同でスポンサーとなっている。2000年にACM Digital Libraries Conference (DL)とIEEE CS Advances in Digital Libraries (ADL) Conferenceが合併する形で誕生した。この国際会議では最も優れた論文にヴァネヴァー・ブッシュ賞を授与している。